# Вокзал (село)
Вокза́л —  село в Україні, у Прибужанівській сільській громаді Вознесенського району Миколаївської області. Населення становить 150 осіб. До 2016 року орган місцевого самоврядування — Тімірязєвська сільська рада.